# Красноколядинська сотня
Красноколядинська сотня — адміністративно-територіальна і військова одиниця Прилуцького полку Гетьманщини. Створена 1649 під офіційним іменем Краснянської.

## Географія
Займала обидва береги річки Ромен та її приток.

## Історія

Розташування Красноколядинської сотні на мапі Прилуцького полку станом на 1781 рік.

1649 Красноколядинська сотня рахується в числі 21 сотні Прилуцького полку. Вона одна з найбільших сотень. Посідає стратегічне положення на кордоні із Московією. Тоді ж на території Красноколядинської сотні були чотири сотні: Краснянська, Кропивненська, Голінська і Корибутівська. 1654 Кропивненська сотня вже була ліквідована, до 1672 вже не існувала Голінська сотня, і зрештою населені пункти всіх чотирьох сотень об'єднані в одну — Красноколядинську сотню.
1738 з Красноколядинської сотні виділена східна половина території в окрему сотню — Корибутівську, яка, втім, 1742 знову була приєднана до Красноколядинської.
1751 зі складу сотні знову виділилася Корибутівська сотня (центр у нинішньому с. Карабутове, згодом у с. Голінка).
За рік до анексії Гетьманщини з боку Московії, у складі Красноколядинської сотні перебували 72 населених пункти.
Сотенний центр мав земляний замок та права вільного військового міста. У XVIII ст. містечко мало свою символіку — печатку з гербом, на якому виступало зображення серця, увінчаного хрестом.

## Сучасний стан території
Сучасний поділ України успадкував логіку радянського та імперського адміністрування, від якого постраждала і колишня Красноколядинська сотня. Її територія послідовно піддавалася дезінтеграції, аж до створення 1939 Сумської області. Відтоді землі сотні входять до складу Талалаївського та Бахмацького району Чернігівської області, а з іншого боку — до Конотопського та Роменського району Сумської області.
Оскільки колись єдиний військовий, соціальний та господарський організм розділений кордонами районного та обласного масштабу, занехаяні старі шляхові комунікації, родинні стосунки, економічна співпраця. Стагнація багатої сотні викликана штучно, з метою помсти за «мазепинську» позицію: Красний Колядин постачав кадри для полкової та генеральної старшини України, а в період українсько-московської війни 1708-1711 зберегли вірність Україні. 
Тим не менше,на території колишньої Красноколядинської сотні досі збереглася більшість козацьких та шляхетських родів, відомих з поч. 18 ст. Зокрема, це Андрієнки, Гирмани, Билди, Клименки, Ковалівські, Носенки тощо.

## Сотники
|                     |           |                                                       |
| Давид Деркач        | 1649      |                                                       |
| Тимотей Гавриленко  | 1654      |                                                       |
| Іоанн Самойлович    | 1664      | Майбутній Гетьман України                             |
| Денис Сич           | 1665      |                                                       |
| Данило Печений      | 1672      |                                                       |
| Павло Згурський     | 1672      |                                                       |
| Тимофій Андрієнко   | 1681      | Сотенний рід поширився на с. Голінку                  |
| Тимофій Юр'євич     | 1687      | Перший сотник, протегований Гетьманом Іоанном Мазепою |
| Корній Салогуб      | 1701-1708 | Вірний Гетьману Іоанну Мазепі                         |
| Леонтій Лащинський  | 1710-1717 | Колаборант московського режиму                        |
| Марко Анґеліовський | 1717-1736 |                                                       |
| Петро Максимович    | 1738-1761 | Змінений Гетьманом Кирилом Розумовським               |
| Іван Миницький      | 1764-1780 |                                                       |

### Старшина
На 1732 рік відомі серед старшини сотні: сотник Марко Ангеліовський, отаман Іван Зуб, хорунжий Іван Білецький, Іван Ангеліовський, писар Іван Дмитріїв.

## Духовенство
Красноколядинська сотня входила до складу Іченського деканату Київського митроролії з центром у місті Ічня. 
На 1732 у складі православного духовенства Красноколядинської сотні налічувалося 34 священики:
- отець Тихон Янович, намісник Красноколядинський Іченської протопопії;
- Ієрей Петро Василевич, м. Красний Колядин;
- Ієрей Омелян Григорович (вікарій);
- Ієрей Артем Іванович (вікарій);
- Ієрей Василь Іванів, с. Малий Самбір;
- Ієрей Андрій Григорович, с. Рябухи;
- Ієрей Іоан Іванович
- Ієрей Петро Федорович
- Ієрей Іоан Данилович
- Ієрей Олександр Данилович
- Ієрей Федір Григорович, с. Рябухи
- Ієрей Єфим Савин
- Ієрей Дмитро Леонтіїв
- Ієрей Василь Євстафіїв
- Ієрей Стефан Ієреміїв, с. Голінка
- Ієрей Стефан Григоріїв, с. Голінка (вікарій)
- Ієрей Іоан Федорів
- Ієрей Іоан Янович
- Ієрей Євфим Васильович
- Ієрей Андрій Якович
- Ієрей Іоан Гнатович
- Ієрей Сергій Іванович
- Ієрей Прокіп Андріїв
- Ієрей Іоан Степанів
- Ієрей Симеон Гнатович
- Ієрей Афанасій Іванович
- Ієрей Симеон Семенів
- Ієрей Трохим Демянів
- Ієрей Тимофій Лаврінів
- Ієрей Стефан Григоріїв
- Ієрей Василь Іванів
- Ієрей Іоан Федорович
- Михайло Семенович
- Іван Мачульський.